# Marc Léon Bruno Joseph Gustave d’Isoard-Vauvenargue
Marc Léon Bruno Joseph Gustave d’Isoard-Vauvenargue (meist Graf Isoard oder häufiger Graf Isouard genannt; * 6. Oktober 1804; Tod bekanntgegeben am 16. Dezember 1883) war ein französischer Graf aus dem Geschlecht d’Isoard-Vauvenargue.
Graf Isoard schloss 1822 die Reifeprüfung ab. Er wurde für Verdienste beim Konklave 1829 von Papst Pius VIII. als Offizier ausgezeichnet. Mehrere Gedichte des Grafen sind in Archiven der Nachwelt erhalten geblieben.
Über das Leben des Grafen Isoard ist nicht viel bekannt. In die Schachgeschichte ging er neben dem mit ihm befreundeten Herzog Karl II. von Braunschweig als Gegner von Paul Morphy bei der „Opernpartie“ Morphy – Karl von Braunschweig und Graf Isoard, Paris 1858 während einer Aufführung der Oper Norma ein. Eine weitere überlieferte Partie verlor Isouard im Jahr 1871 gegen Samuel Rosenthal.
Graf Isoard hatte keine bekannten Nachkommen.
Erst durch im Jahr 2014 veröffentlichte Rechercheergebnisse konnte die Identität des Grafen belegt werden.